# Parco naturale delle Dolomiti Friulane
Il parco naturale delle Dolomiti Friulane è un'area naturale protetta del Friuli-Venezia Giulia (Friuli occidentale), istituita definitivamente nel 1996 come parco regionale ed esteso per 36.950 ettari, in una zona delle Prealpi Carniche nota appunto come Dolomiti Friulane, in massima parte ricadente nella ex-provincia di Pordenone e in minima parte nella ex-provincia di Udine (bassa Carnia occidentale).

## Storia

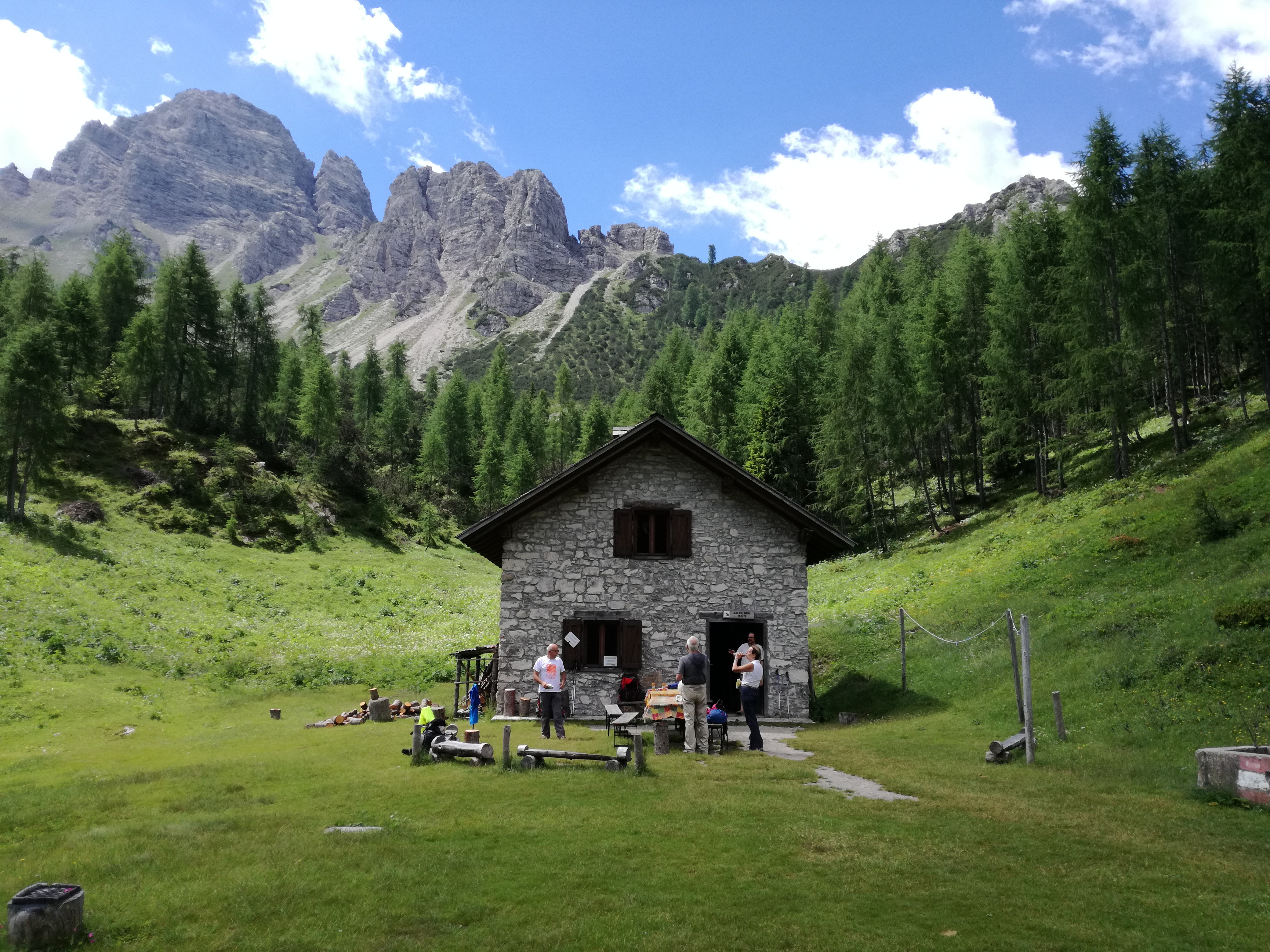
Casera Valmenon

Risale al 1973 l'idea di istituire un Parco Naturale nel settore occidentale della Regione Friuli-Venezia Giulia: tuttavia solo nel triennio 1986/1989 venne stilato il piano di conservazione e sviluppo su incarico della Regione e di concerto con i comuni interessati.
L'anno seguente i Comuni di Andreis, Cimolais, Claut, Erto e Casso e Forni di Sopra adottarono il piano e il parco fu istituito con il nome di "parco delle Prealpi Carniche"; successivamente, nel 1991, quando anche il comune di Forni di Sotto entrò a far parte del parco, si creò un comitato di coordinamento che si occupò dell'avvio gestionale dell'area protetta. L'iniziativa di istituire l'area protetta fu quindi all'inizio avviata dagli enti locali interessati. Nel 1996 infine, la Regione Friuli-Venezia Giulia promulgò la legge regionale n. 42 del 30 settembre che, in adeguamento alla normativa nazionale (L. 394/1991), istituì definitivamente il parco naturale regionale delle Dolomiti Friulane.
Nel territorio coperto dal parco non rientra nessun centro abitato: l'intera zona infatti è sempre stata molto scarsamente popolata, e questo ha contribuito in modo determinante a lasciare intatto il paesaggio fino ad oggi.

## Territorio

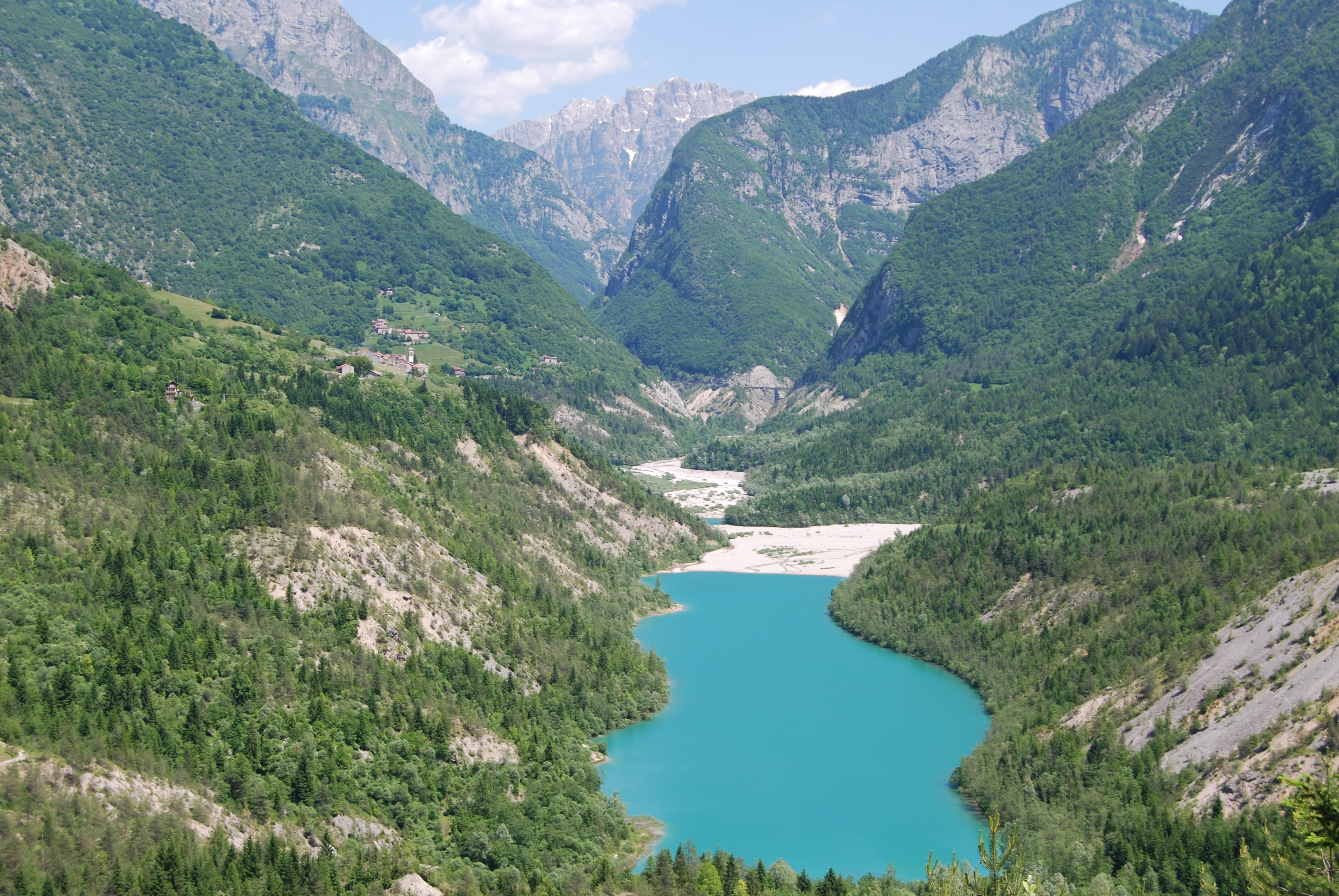
Valle del Vajont

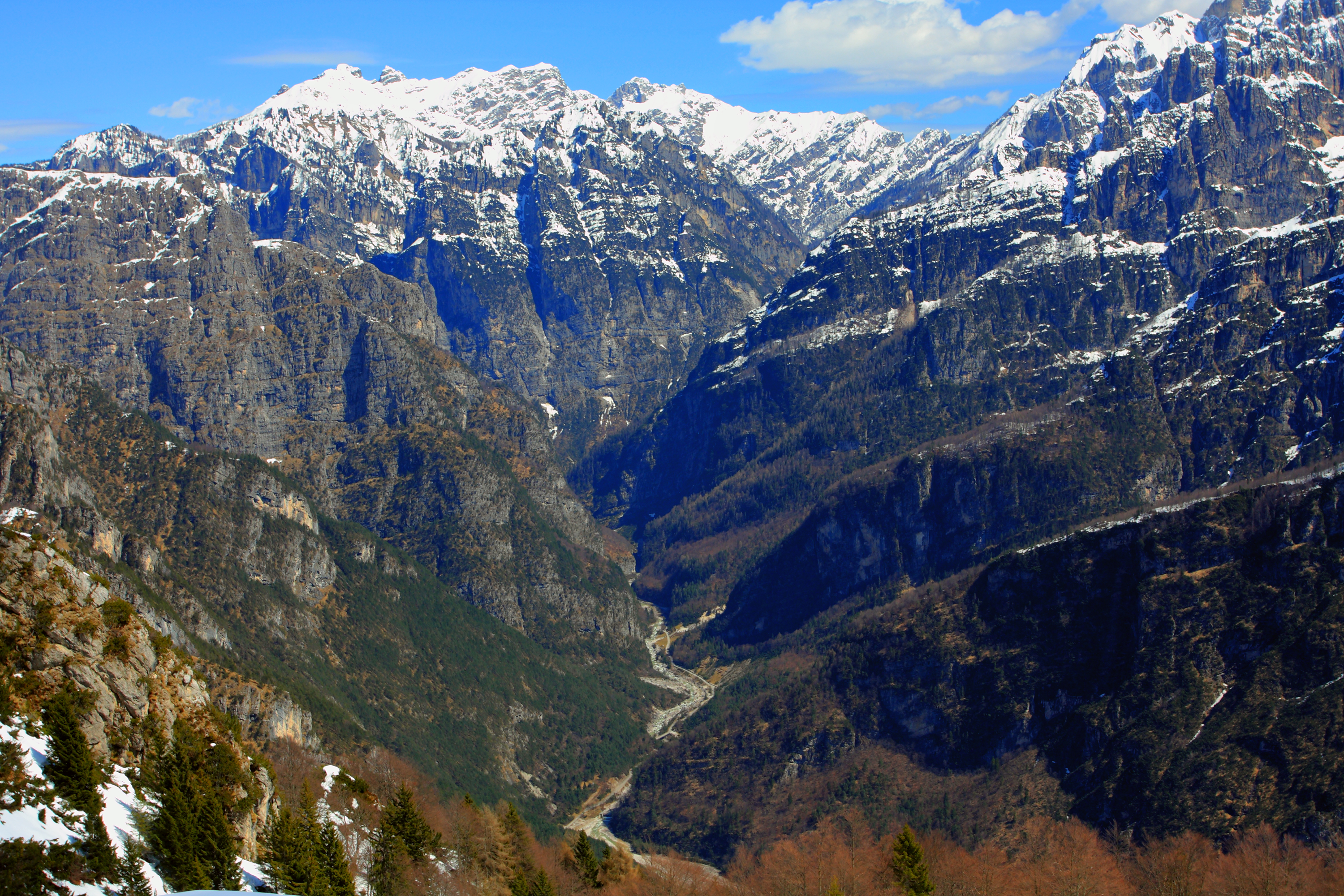
Val Cimoliana

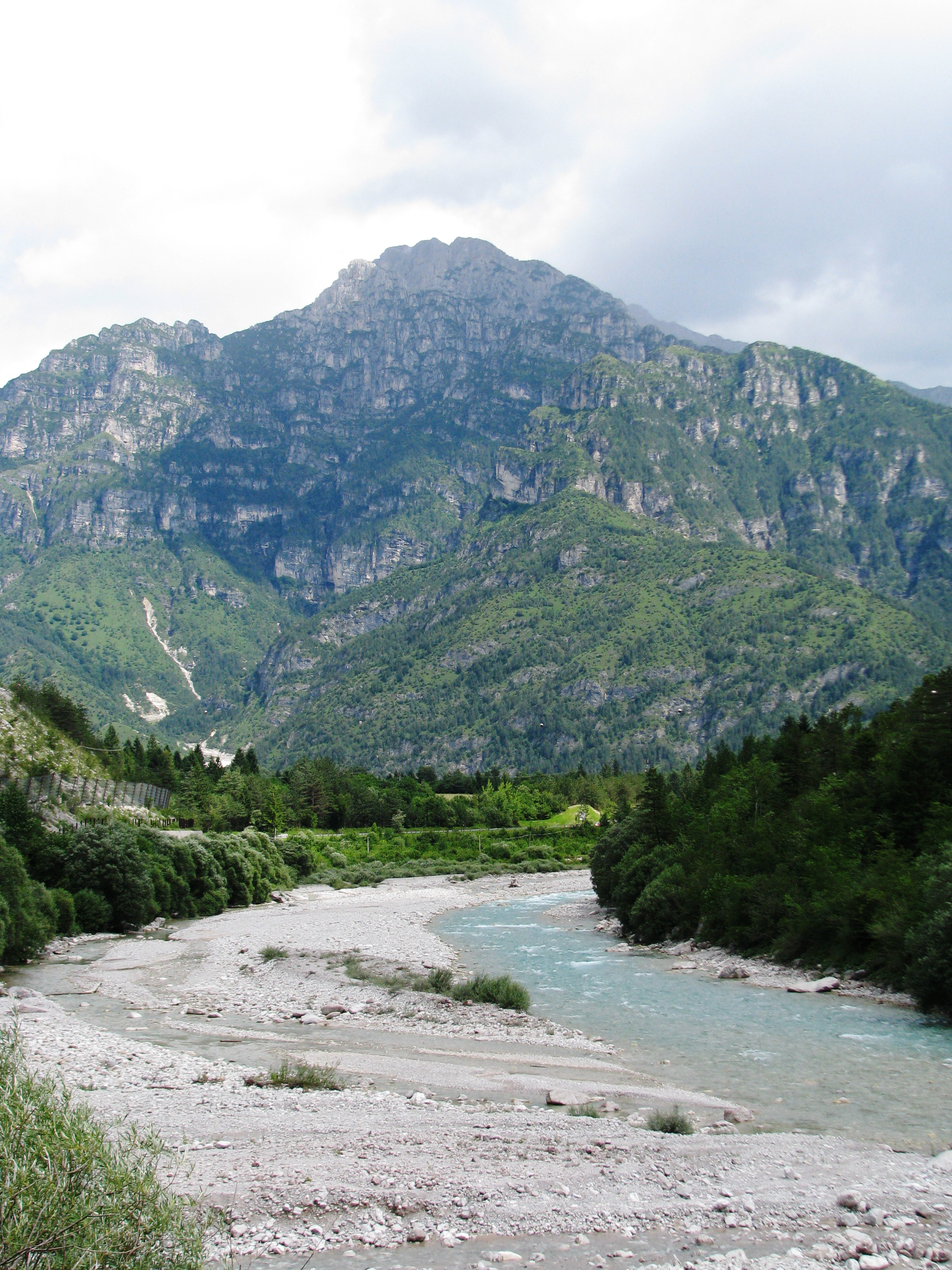
Valcellina

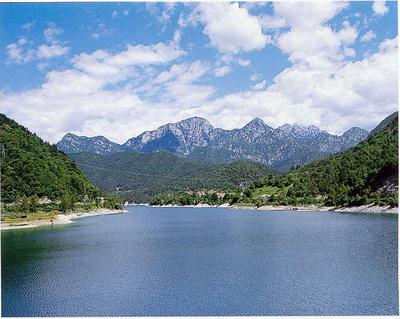
Val Tramontina

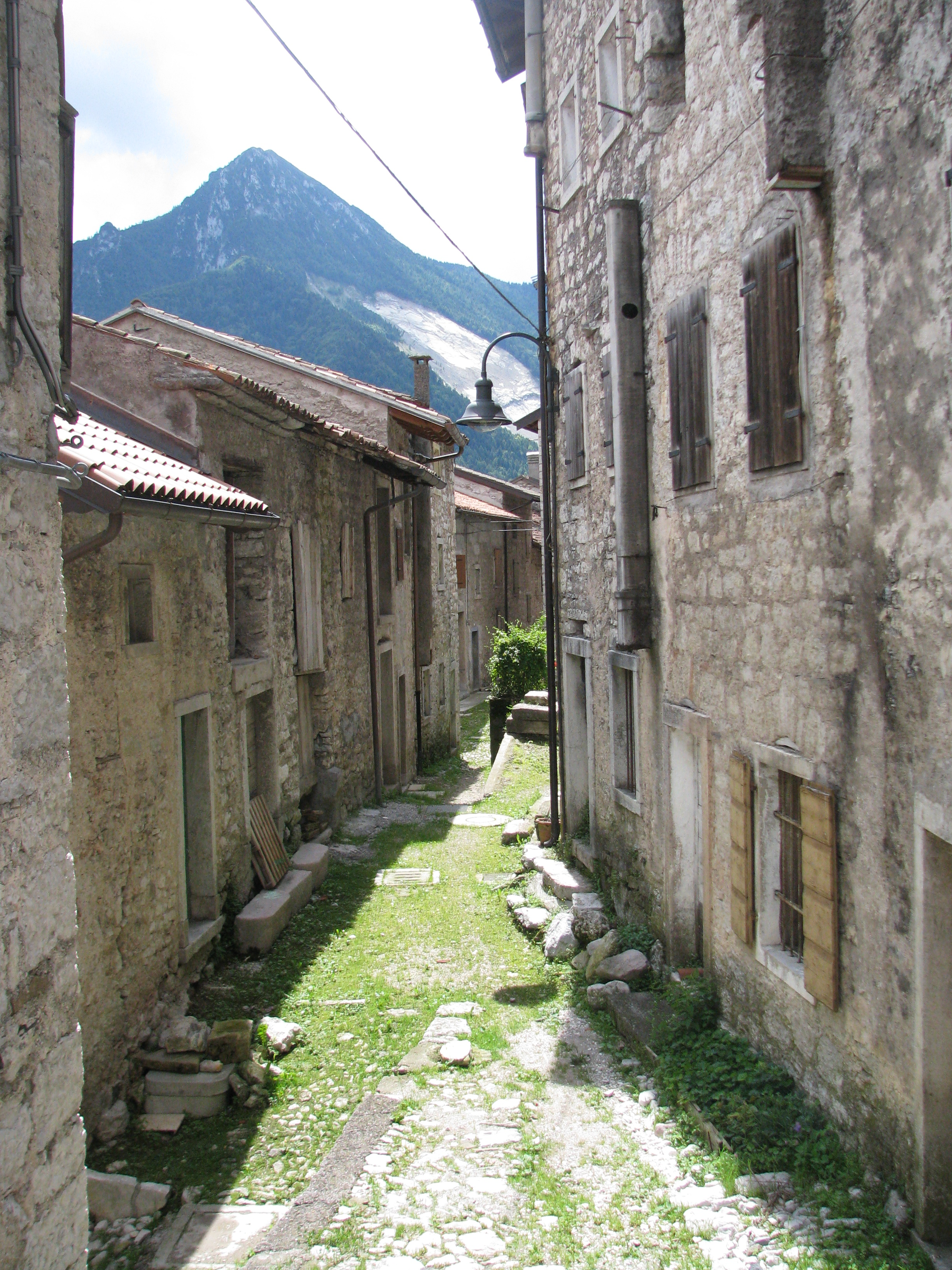
Erto e Casso (Valle del Vajont)

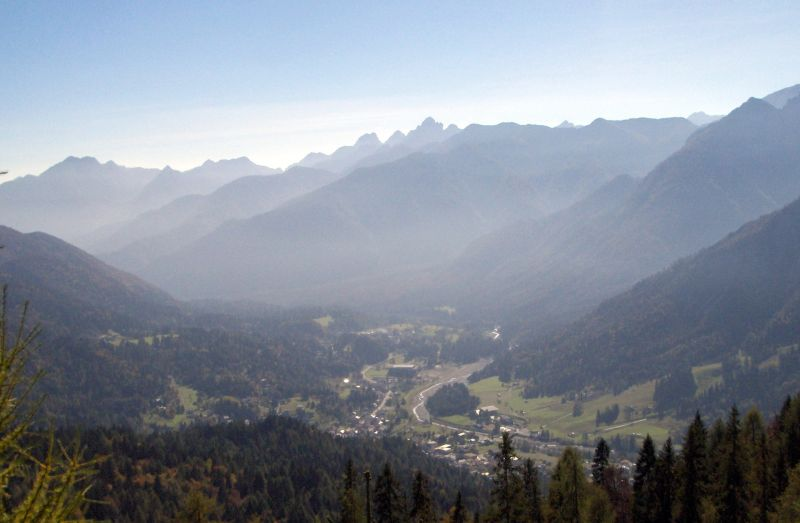
Forni di Sopra (Alta Val Tagliamento)

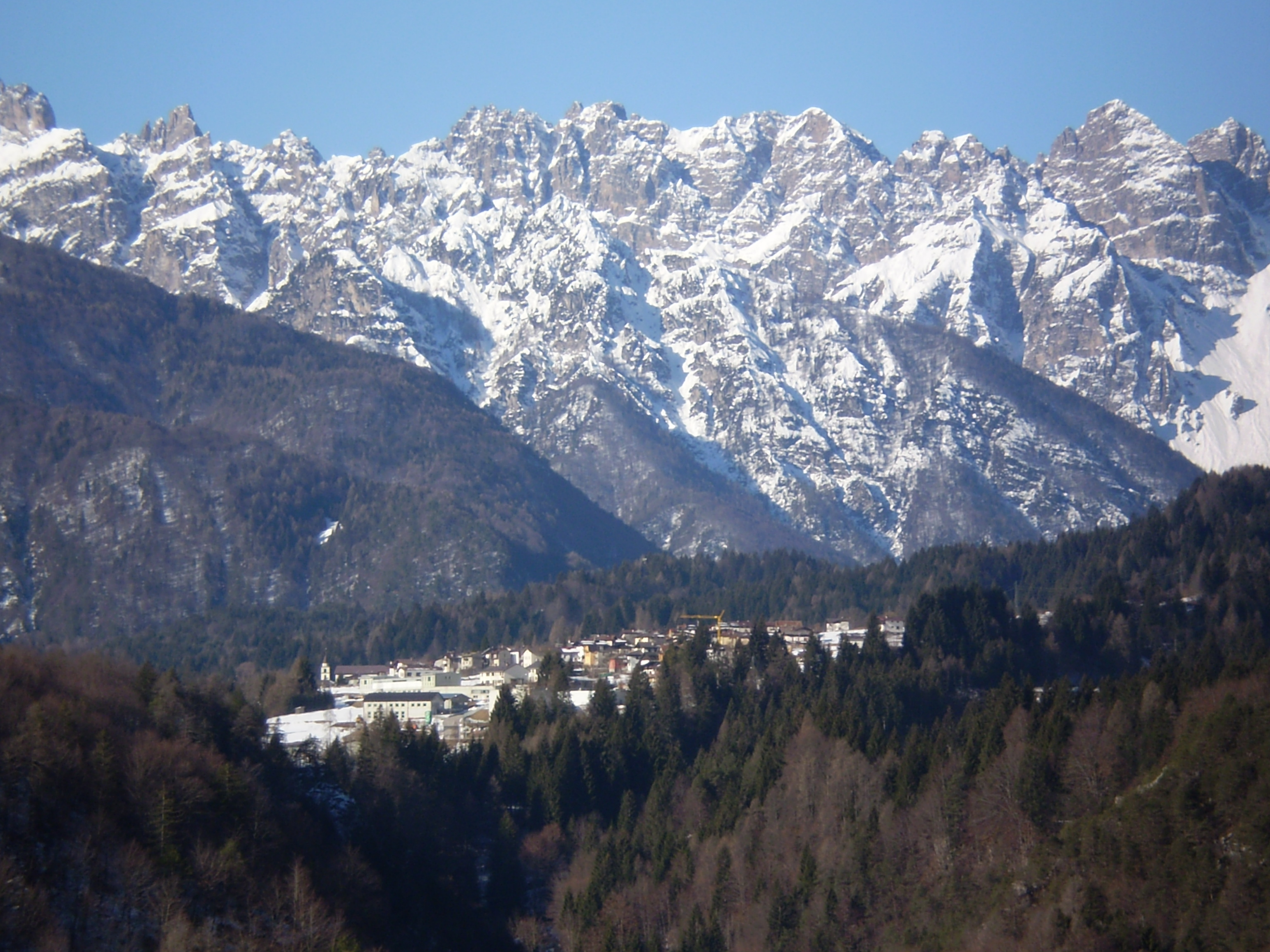
Forni di Sotto (Alta Val Tagliamento)

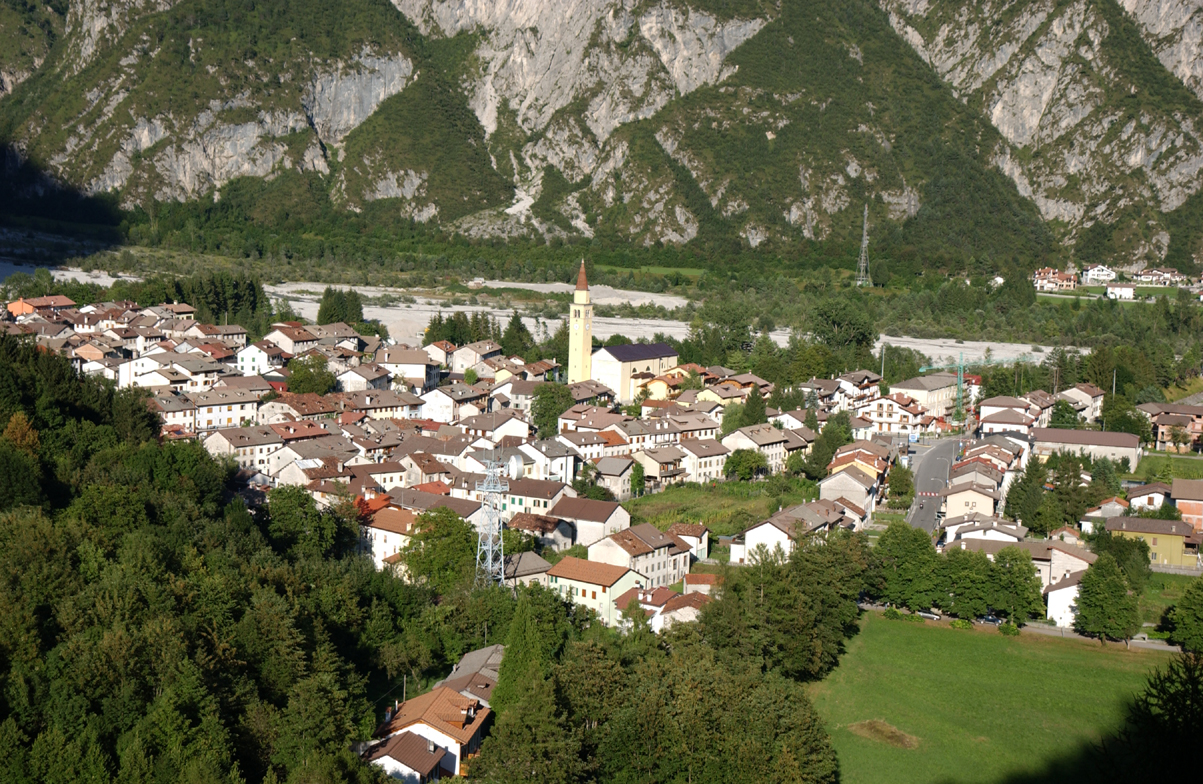
Cimolais (Val Cimoliana)

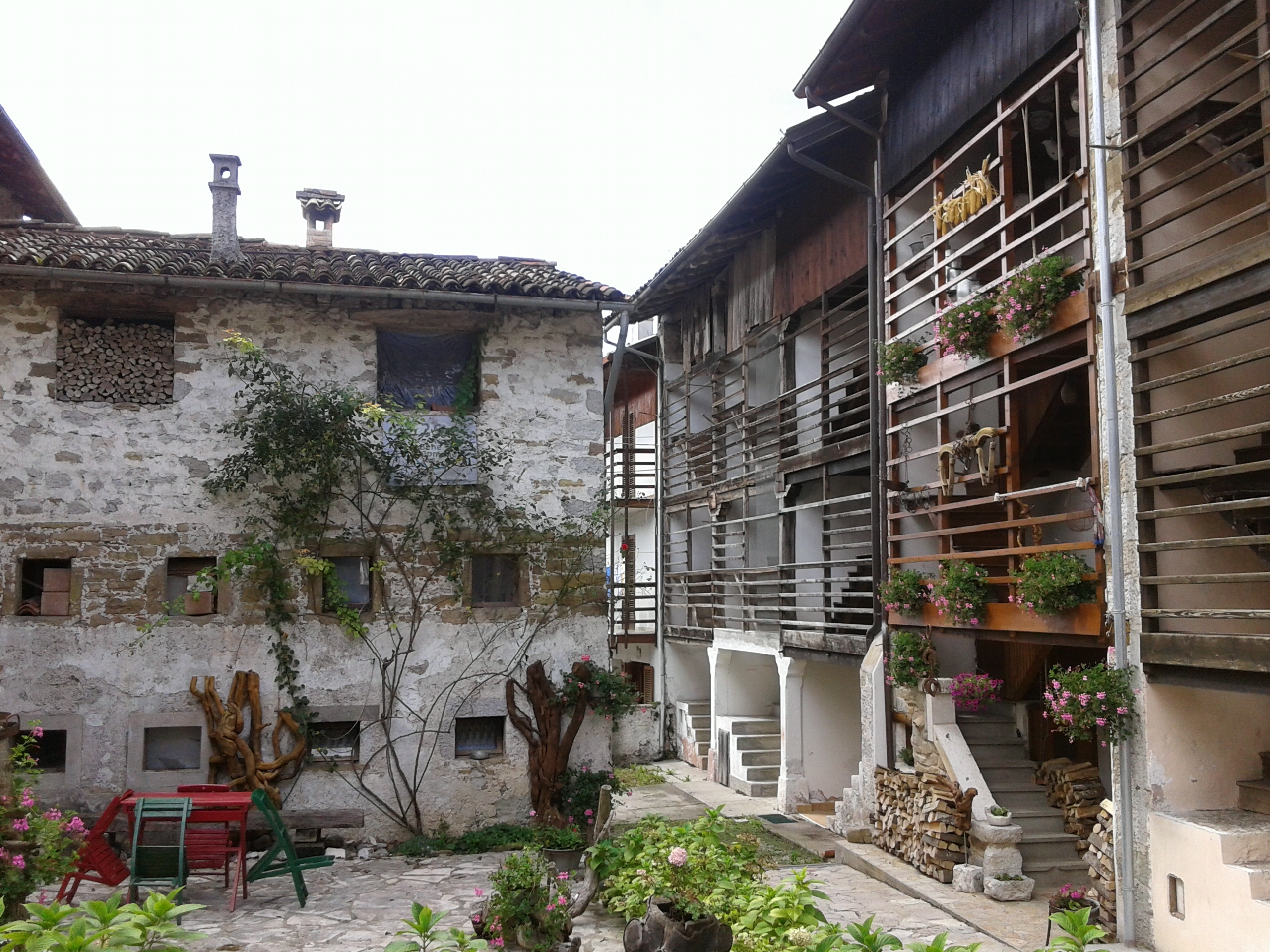
Andreis (Valle di Andreis)

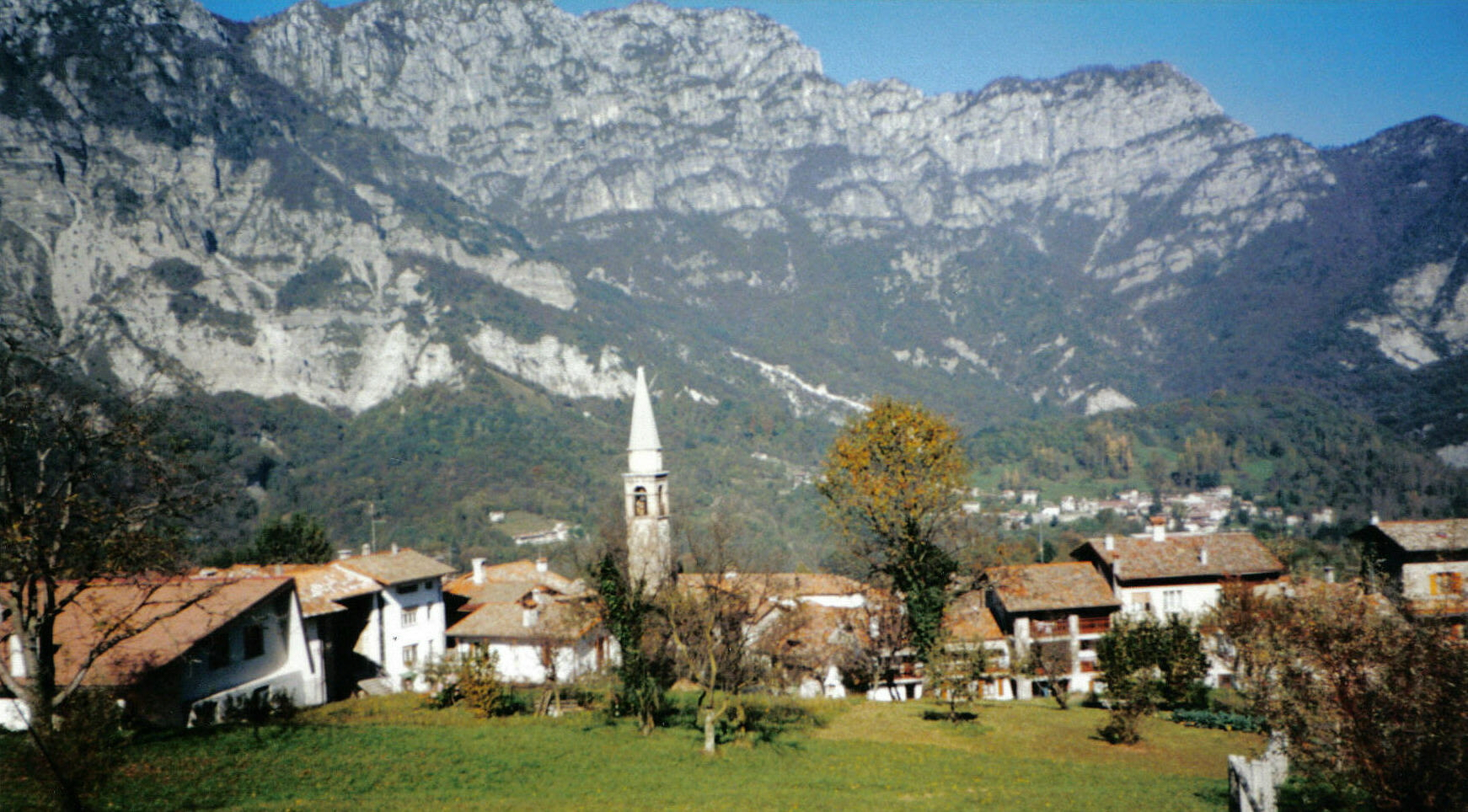
Frisanco (Val Colvera)

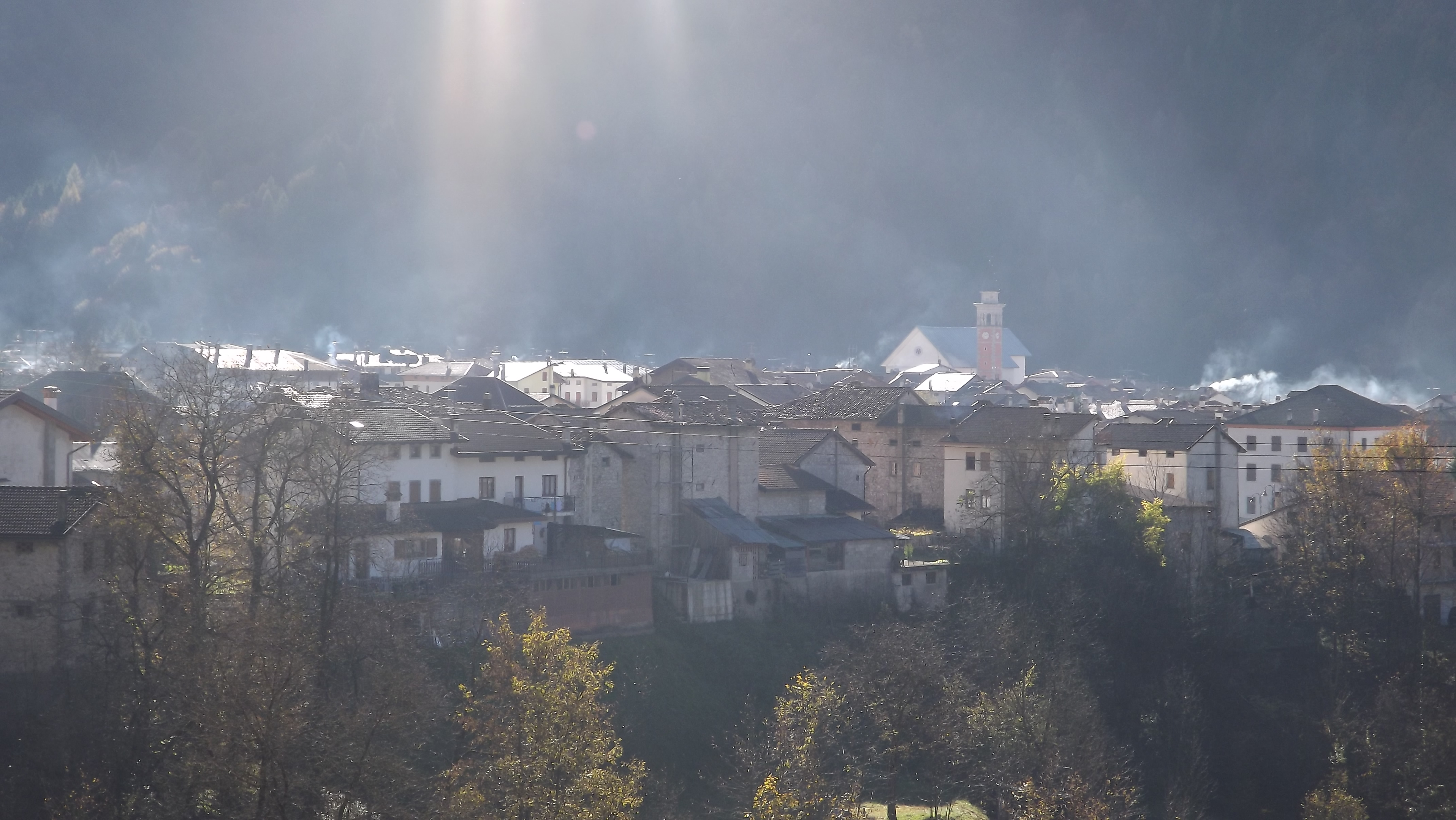
Claut (Val Cellina)

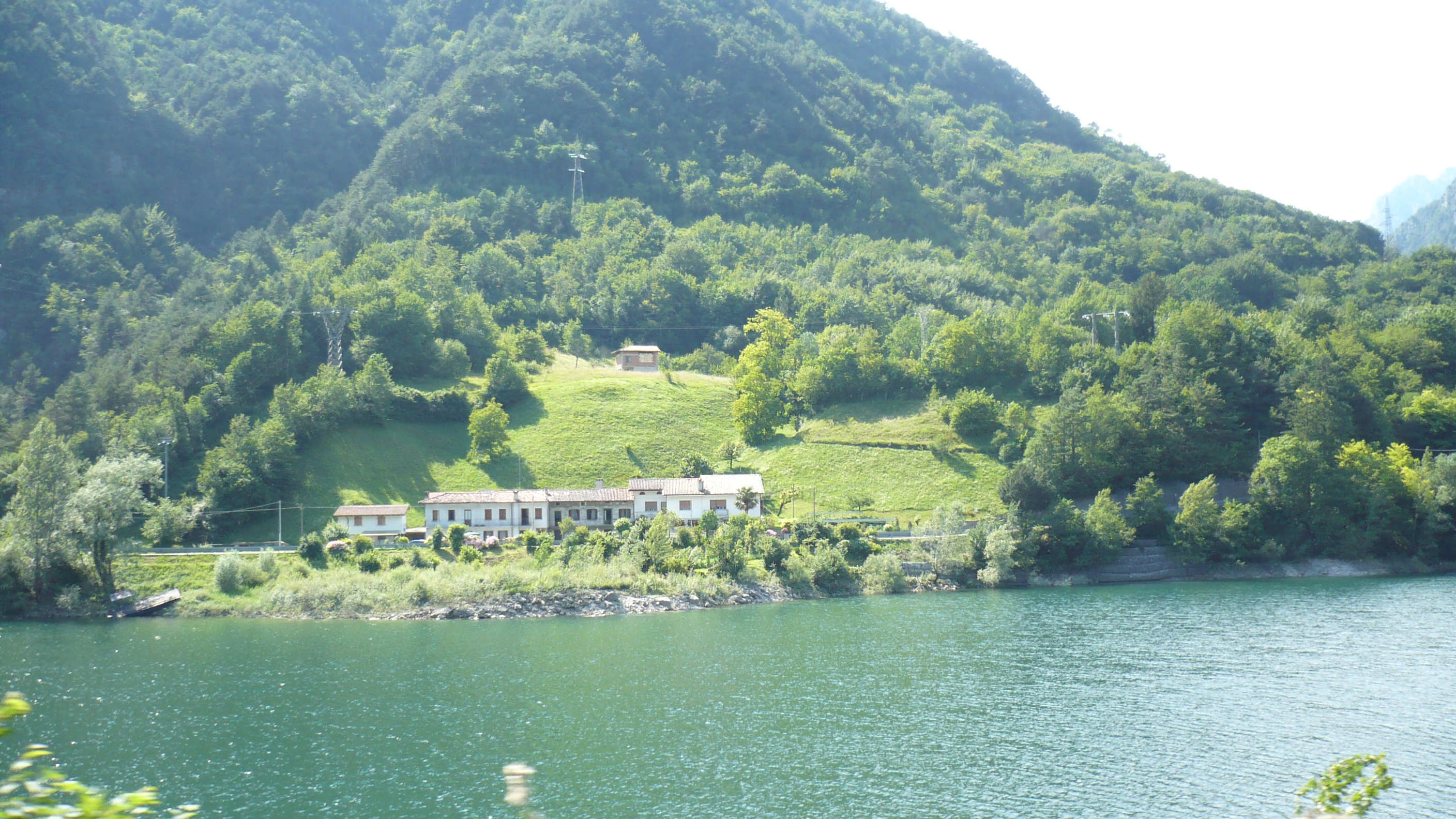
Tramonti di Sopra (Val Tramontina)

Le Dolomiti Friulane, chiamate anche Dolomiti d'Oltre Piave, costituiscono la sezione occidentale delle Prealpi Carniche, compresa tra i fiumi Piave, Tagliamento, Meduna e Cellina e sono state inserite nella lista dei patrimoni mondiali naturali dell'UNESCO il 26 giugno 2009. Questa regione rappresenta un vasto raggruppamento montuoso di grande interesse ed ha un aspetto prettamente dolomitico a guglie e muraglioni altissimi, che si elevano senza un piano di distribuzione regolare, con dossi, versanti e valli troncate, senza sfogo. Le maggiori cime, di tipo calcareo-dolomitico, sono la Cima dei Preti (2.706 m), la più alta del parco, il monte Duranno (2.652 m), il monte Cridola (2.580 m), il monte Pramaggiore (2.478 m). L'orografia della zona è molto tormentata, e molte sono le valli, grandi e piccole, presenti. Tra queste le più importanti sono:

### Idrografia
- Torrente Zemola
- Torrente Cimoliana
- Torrente Settimana
- Torrente Cellina
- Torrente Meduna
- Lago del Vajont
- Lago di Cà Selva
- Lago di Cà Zul
- Lago dei Tramonti
- Lago di Barcis

### Comuni
Il parco ricade nel territorio dei seguenti comuni:
- Forni di Sopra (UD)
- Forni di Sotto (UD)
- Cimolais (PN)
- Claut (PN)
- Andreis (PN)
- Frisanco (PN)
- Tramonti di Sopra (PN)
- Erto e Casso (PN)

## Ambiente

### Flora
Anche la flora è molto ricca: oltre alla moltiplicità di specie tipiche della fascia temperata, come le stelle alpine, sopravvivono numerosi endemismi quali l'Arenaria huteri, la Gentiana froelichi, la Daphne blagayana e l'orchidea Cypripedium calceolus, volgarmente noto come pianella della Madonna.

### Fauna
Il patrimonio faunistico del parco è piuttosto ricco, grazie soprattutto alla scarsa antropizzazione del territorio e dalla variabilità ambientale di questa fascia alpino-montana. È facile imbattersi in camosci, caprioli, cervi, marmotte, galli cedroni, galli forcelli e addirittura nell'aquila reale. Alcuni anni fa sono stati introdotti alcuni stambecchi e, oggi, la colonia è in continua espansione.

## Accessi
dalla Valcellina
I centri di Andreis, Barcis, Cimolais, Claut, Erto e Casso e Montereale Valcellina sono raggiungibili dalle autostrade:
- A28 Portogruaro – Conegliano, uscita Pordenone, seguendo poi le indicazioni della SS251 per Maniago, Montereale Valcellina e Valcellina.
- A27 Venezia – Belluno, uscita Cadore-Dolomiti, seguendo poi le indicazioni della SS51 per Cortina fino a Longarone, e quindi della SS251 per la Valcellina.

dalla Val Tramontina e Val Colvera
I centri di Frisanco e Tramonti di Sopra sono raggiungibili dall'autostrada:
- A28 Portogruaro – Conegliano, uscita Pordenone, seguendo poi le indicazioni della SS251 per Maniago. Da Maniago si prosegue per Frisanco seguendo le indicazioni della SP26 della Val Colvera, per Tramonti di Sopra seguendo le indicazioni della SS552

dalla Val Tagliamento
I centri di Forni di Sopra e Forni di Sotto sono raggiungibili dall'autostrada:
- A23 Palmanova – Tarvisio, uscita Carnia-Tolmezzo, seguendo poi le indicazioni della SS52 per Passo Mauria
- A27 Venezia – Belluno, uscita Cadore-Dolomiti, seguendo poi le indicazioni della SS51 per Cortina fino a Tai di Cadore, seguendo poi le indicazioni per Auronzo della SS51/b. Poi si prosegue seguendo le indicazioni della SS52 per Passo Mauria.
- dalla Val Tramontina attraverso la Strada statale 552 del Passo Rest che da Tramonti di Sopra si inerpica fino a Forcella di Monte Rest scendendo a Priuso (Socchieve) e incrociando la SS52.

## Contatti
- Sede: via Roma 4, 33080 Cimolais (PN)

## Galleria d'immagini

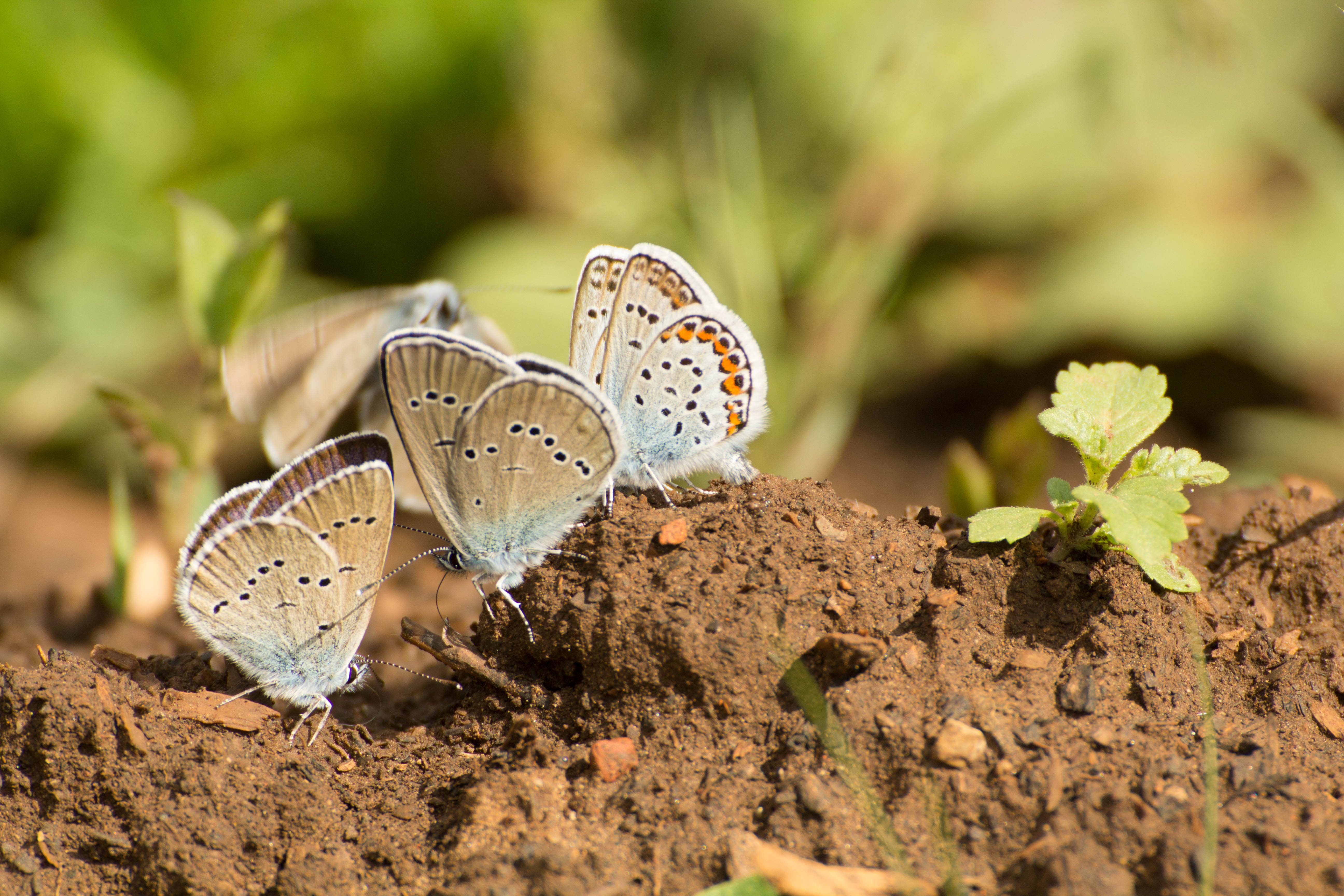
Plebejus argus
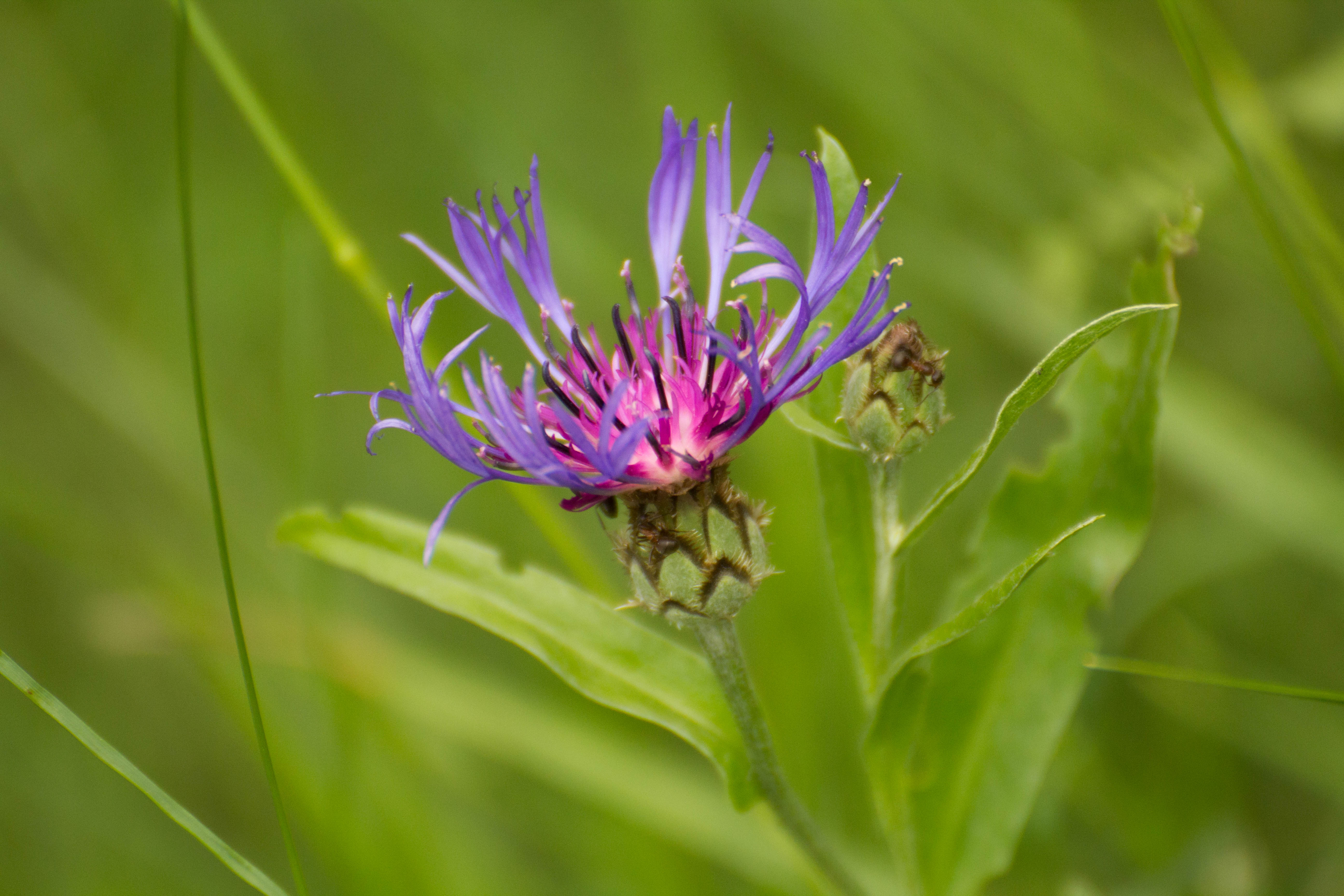
Centaurea
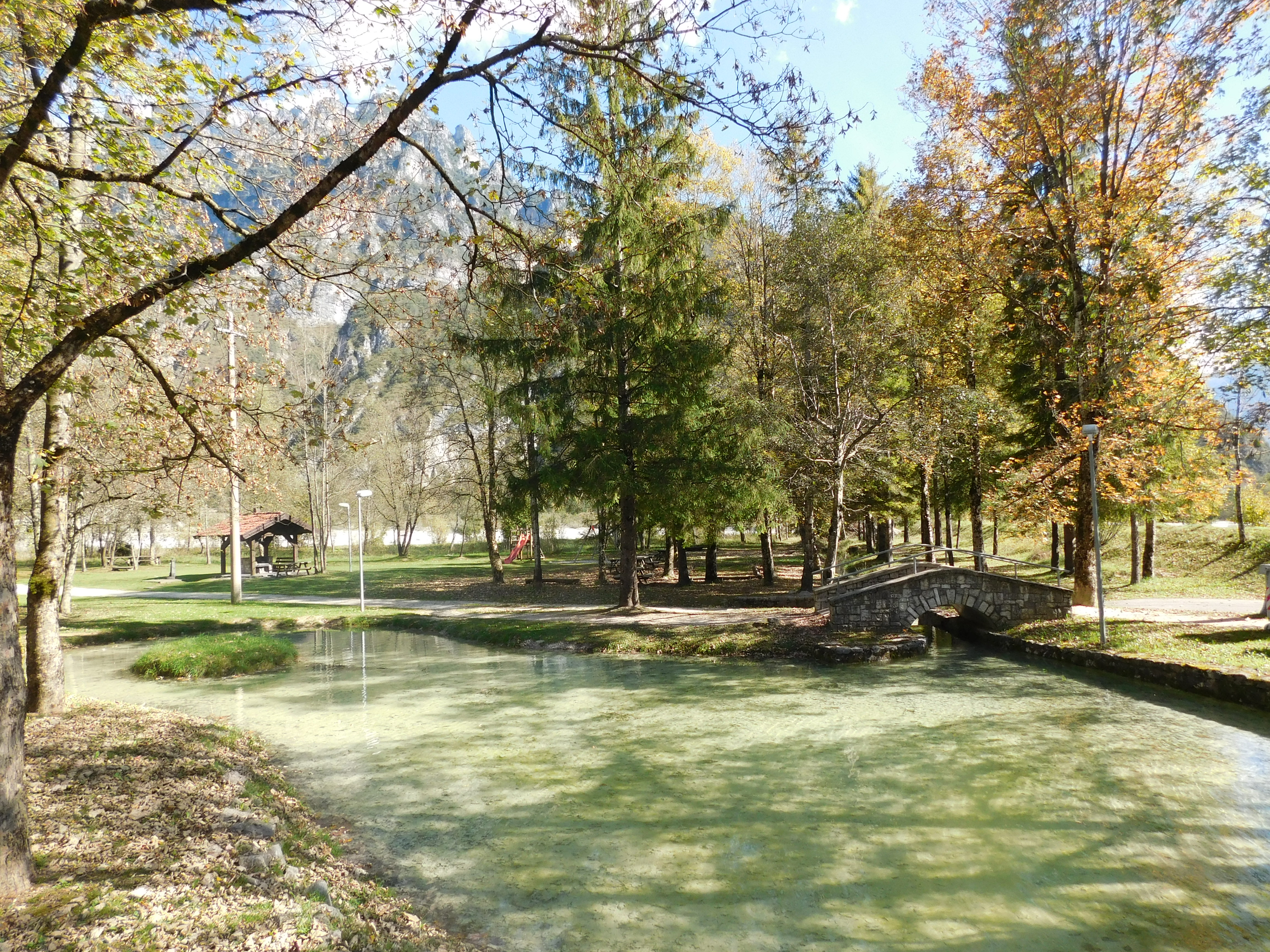
Prè de Cecio - Cimolais
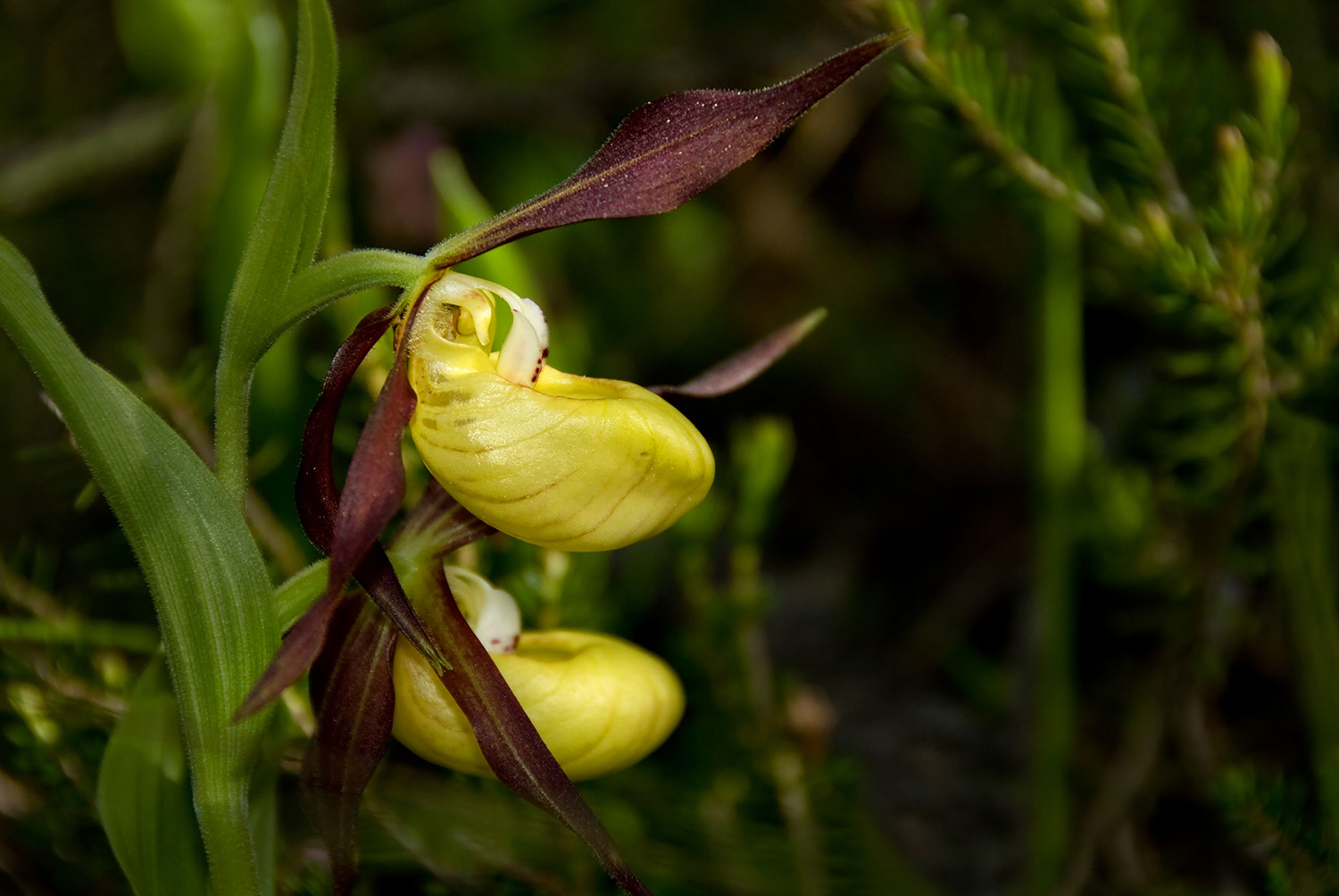
Cypripedium calceolus
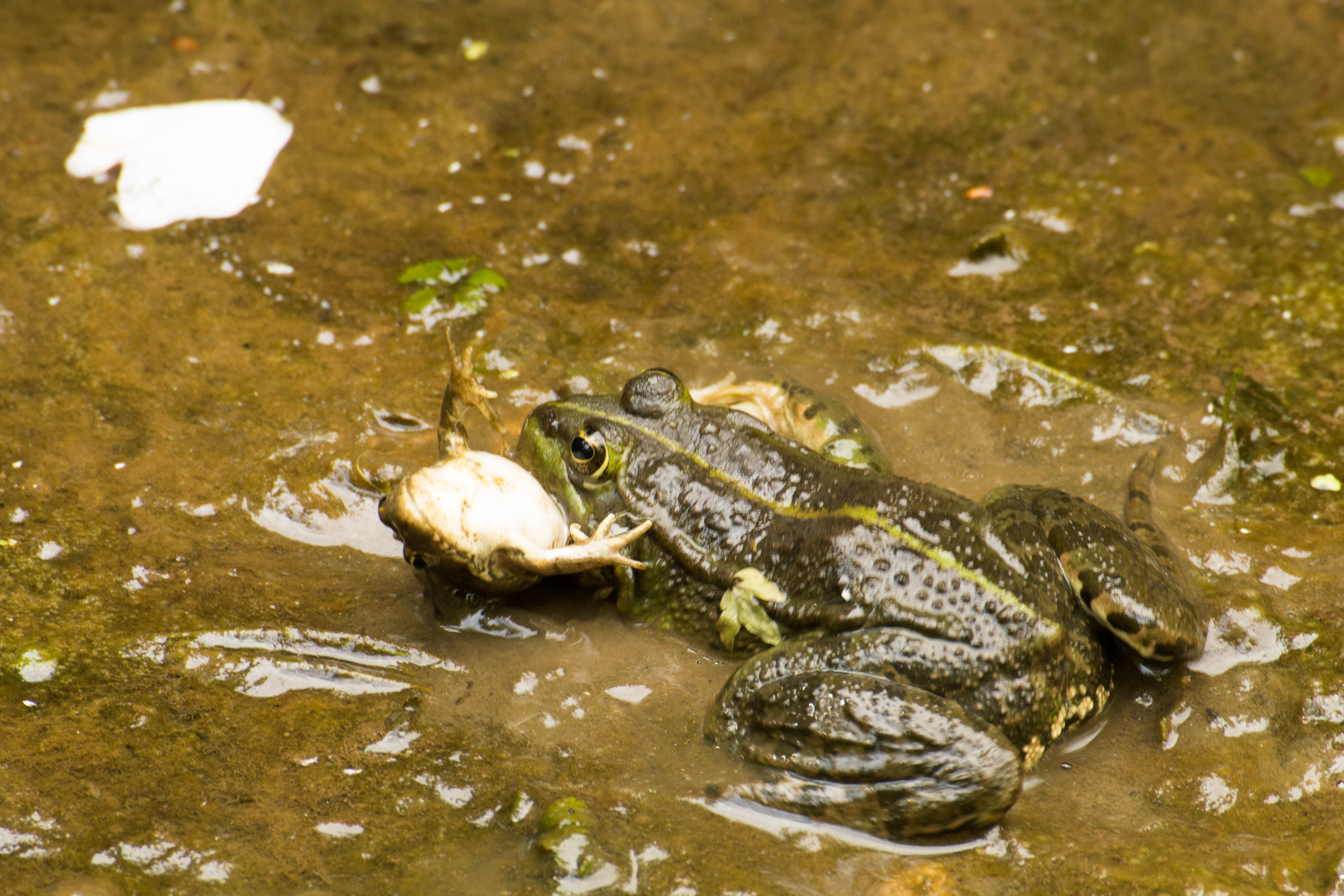
Pelophylax lessonae
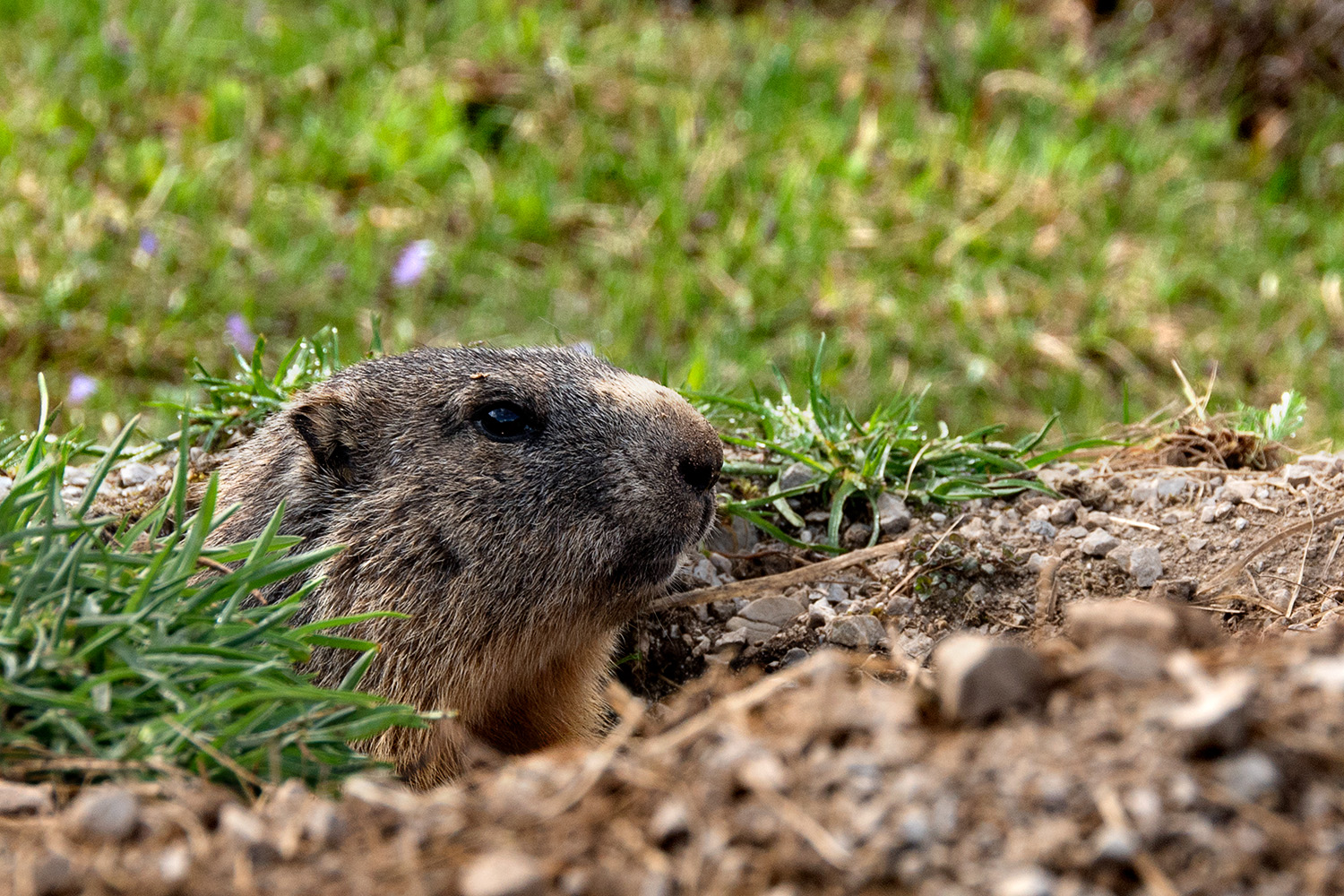
Marmotta
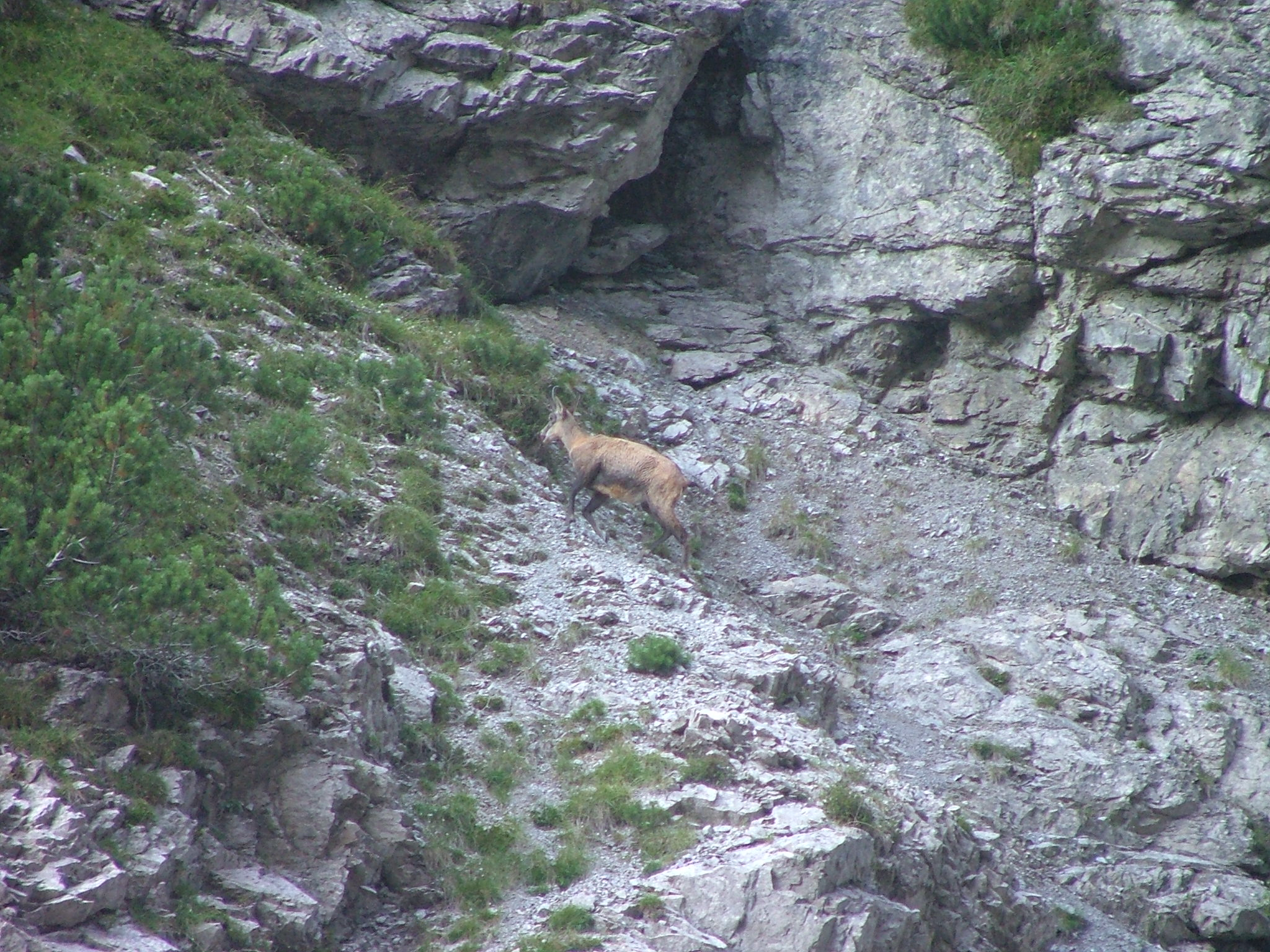
Camoscio in Val Montanaia
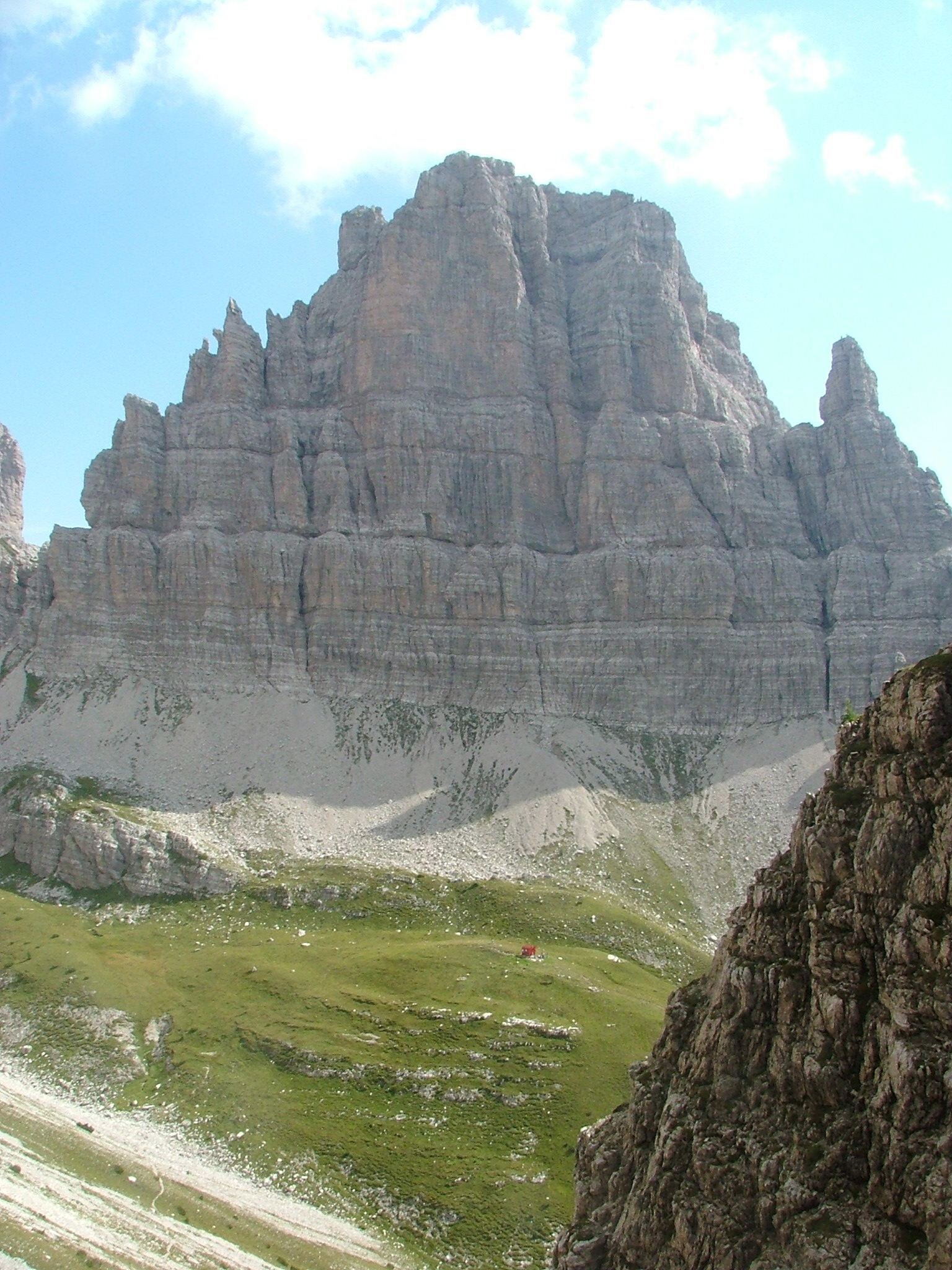
Croda Montanaia, a poche centinaia di metri dal campanile di Val Montanaia
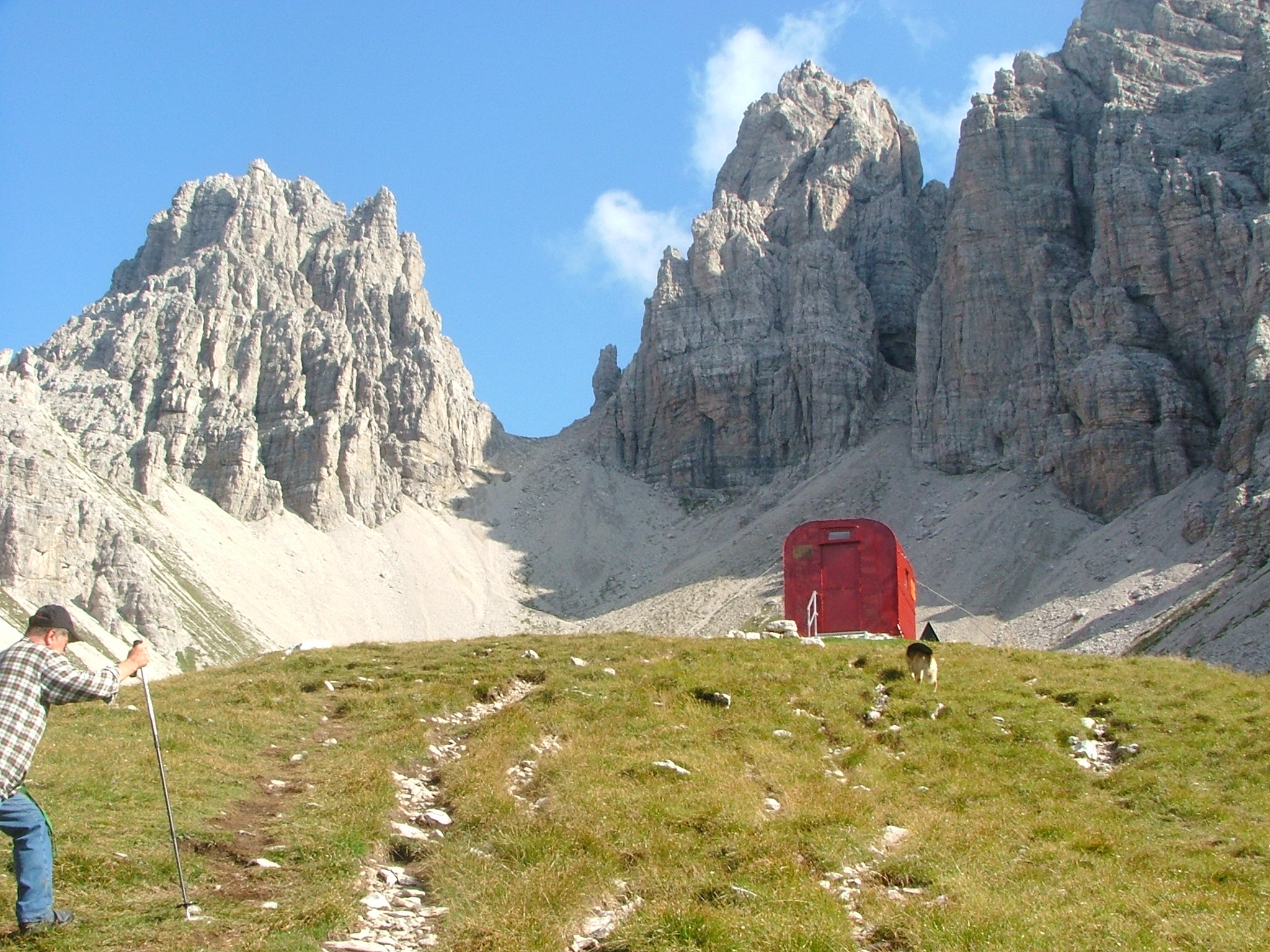
Il Bivacco Giuliano Perugini sotto gli Spalti di Toro
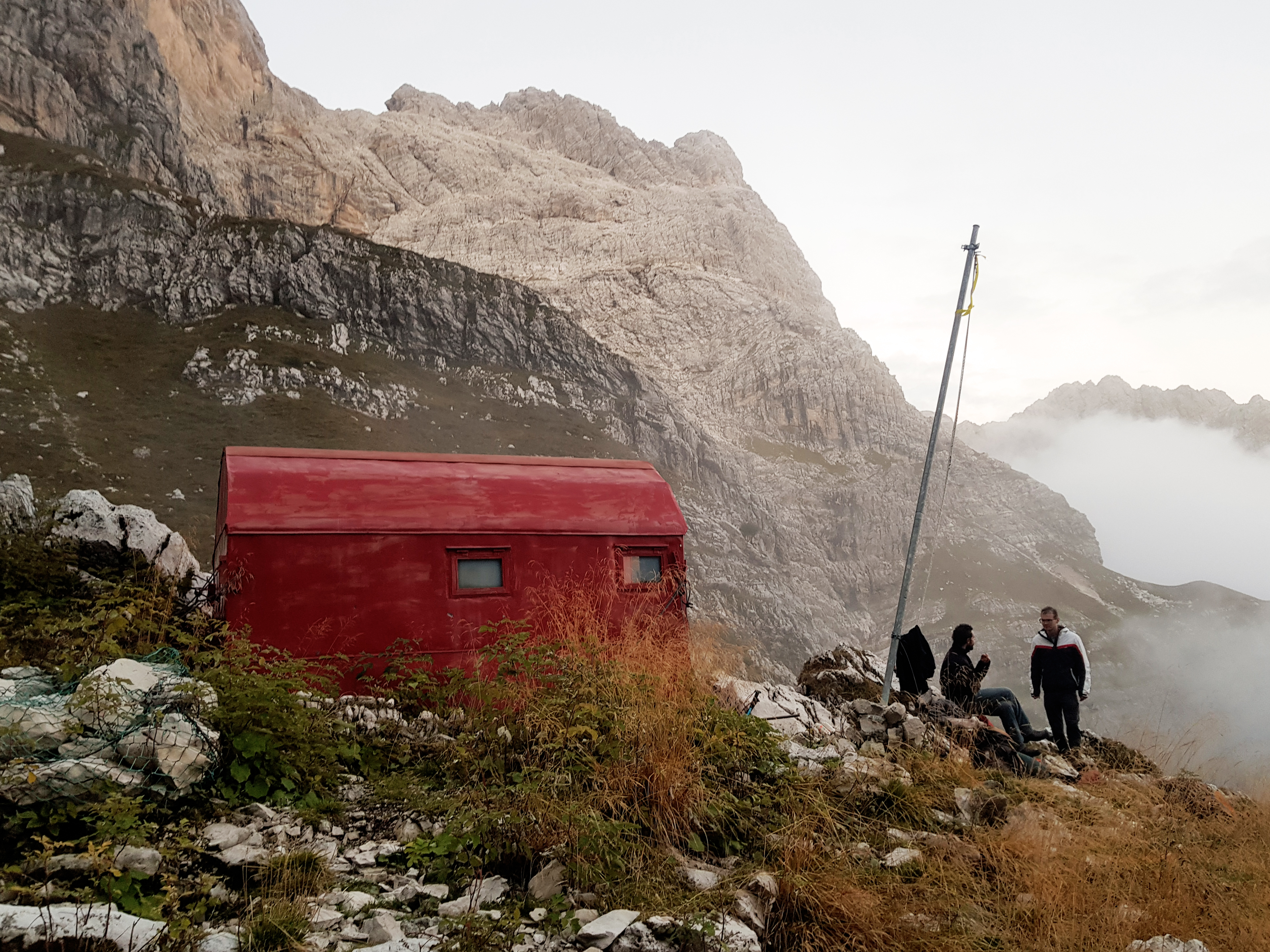
Il Bivacco Paolo Greselin in Cadin dei Frati